# Constance Naden
Pour les articles homonymes, voir Naden.
Constance Caroline Woodhill Naden, née le 24 janvier 1858 à Birmingham et morte le 23 décembre 1889 dans cette même ville, est une écrivaine, poétesse et philosophe britannique. Elle étudie, écrit et donne des cours de philosophie et de sciences et publie deux livres de poésie. Plusieurs de ses livres sont publiés après sa mort survenue à l'âge de 31 ans.
En son honneur, Robert Lewins crée la Constance Naden Medal et un buste à son effigie est installé au Mason Science College (devenu depuis l'Université de Birmingham). William Ewart Gladstone la considère comme la poète féminine la plus importante du 19e siècle.

## Biographie

### Jeunesse

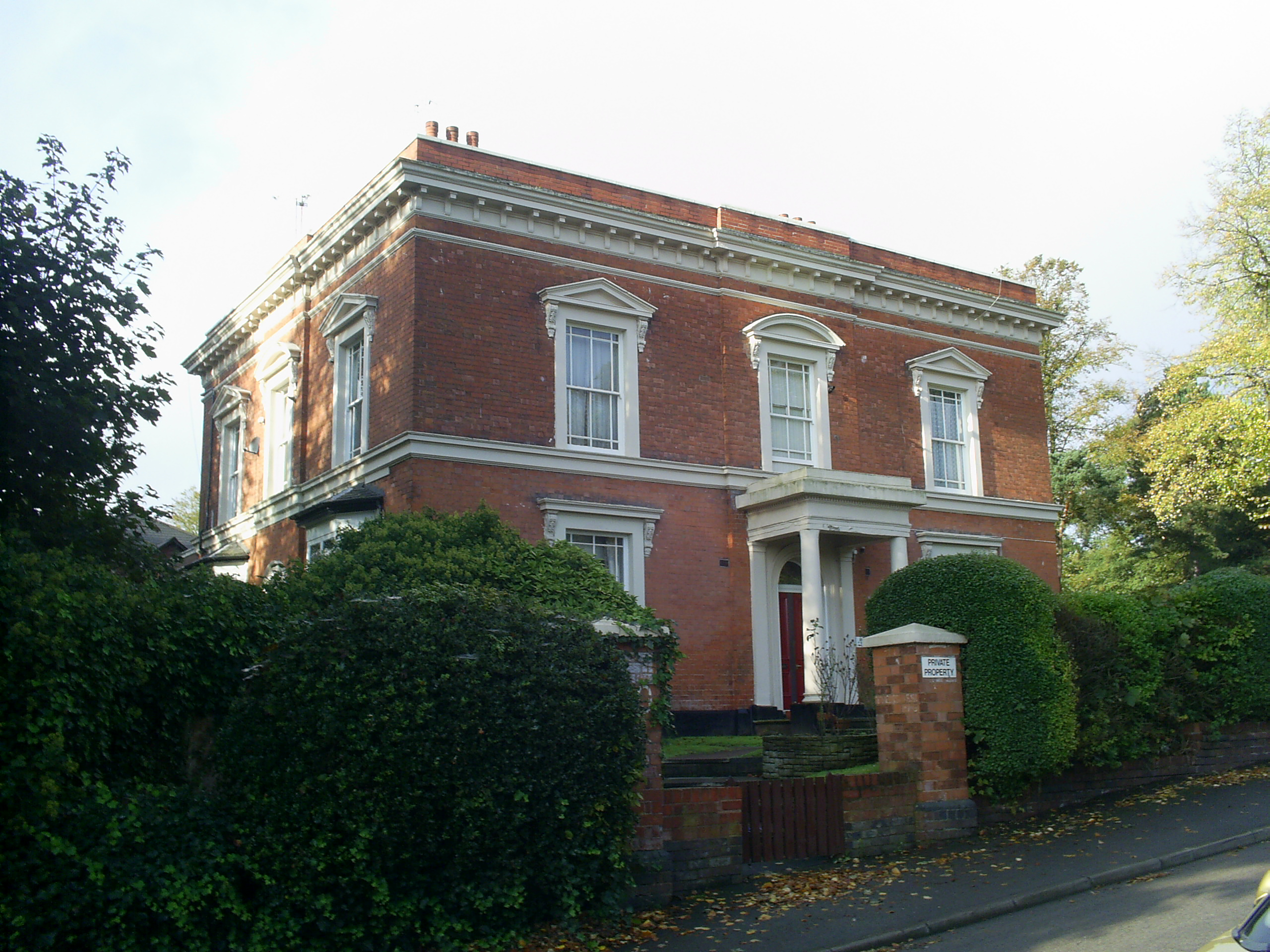
Pakenham House, la maison des grands-parents de Constance Naden au 20 Charlotte Road à Edgbaston dans Birmingham.

Constance Naden est née le 24 janvier 1858 au 15 Francis Road à Edgbaston, un quarier de la ville de Birmingham, en Angleterre. Sa mère Caroline Ann Woodhill Naden meurt deux semaines après lui avoir donné naissance. Son père Thomas Naden est architecte et sera plus tard président de la Birmingham Architectural Association (en). Elle est élevée par ses grands-parents maternels, Caroline et Josiah Woodhill à partir de l'âge de 12 jours jusqu'à leurs morts. Les grans-parents de Naden sont des fervents baptistes et vivent à Pakenham House à Edgbaston, Son père habite également avec elle. À l'âge de 8 ans, elle va dans une day school (en) — une école sans pension — tenue par des unitaristes, où elle développe pour la peinture,. Elle propose des toiles à la Birmingham Society of Artists (en) parmi lesquelles, Bird’s Nest and Wild Roses est acceptée pour être exposée au printemps 1878.

### Études

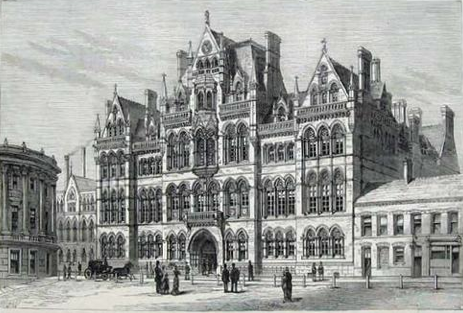
Mason Science College désormais Université de Birmingham

Constance Naden est intéressée par la philosophie, les langues et les sciences. À partir de 1879, elle étudie la botanique et le français au Birmingham and Midland Institute (en),, de 1881 à 1887 elle étudie la physique, la géologie, la chimie, la physiologie et la zoologie au Mason Science College, et elle devient membre de la Birmingham Natural History Society (en). Naden publie également le journal du Mason College.

### Philosophie
À partir de la fin des années 1870 Constance Naden met en place un système philosophique « Hylo-Idéalisme » en collaboration avec Robert Lewins, qu'elle rencontre pour la première fois en 1876 et avec qui elle correspondra toute sa vie. Le principe-clef de cette philosophie est « L'homme fabrique son propre univers, et toutes ses perceptions — même celles qui semble représenter des objets concrets extérieurs — ont une existence purement subjective, délimité par les limites façonnées par le caractère et les conditions de son être sensible ». Elle s'intéresse à Herbert Spencer et son concept d'une philosophie unificatrice cherchant à expliquer l'univers à travers les principes d'évolution. Dans son article The Social Organism (1860), Spencer compare la société à un organisme vivant et explique que de la même façon qu'un organisme vivant évolue par la sélection naturelle, la société évolue et se complexifie selon des processus analogues. Naden est d'accord avec ce point de vue, car le thème de l'unité est au centre de l'hylo-idéalisme, qui cherche à réconcilier le matérialisme et l'idéalisme, la poésie et la science, le soi et les autres. En 1887, elle remporte la médaille d'or Heslop pour son essai Induction and Deduction.

### Carrière littéraire
En 1881, Constance Naden publie son premier recueil de poésie Songs and Sonnets of Springtime,. C'est une collection diversifiée, et sa séquence de sonnet qui décrit le changement des saisons est particulièrement remarquable. Elle publie un second volume de poésie A Modern Apostle, the Elixir of Life, the Story of Clarice, and other Poems en 1887. Dans cet ouvrage apparaît son poème le plus connu Evolutional Erotics, qui adopte une perspective comique anthropologique au sujet des relations humaines en utilisant les principes de la théorie Darwinienne de la sélection sexuelle. Elle écrit également dans le Journal of Science, Knowledge, The Agnostic Annual et d'autres revues,. Elle publie des essais scientifiques ou philosophiques sous les signatures de CN, CA et Constance Arden.

### Défense de la cause des femmes
La grand-mère de Constance Naden meurt le 21 juin 1887 et lui laisse une considérable fortune, ce qui lui permet de voyager à Constantinople, en Palestine, en Inde et en Égypte, accompagnée de son amie la pédagogue et militante pour le droit d'étudier des femmes, Madeline Daniell (en). En Inde, elle se préoccupe particulièrement de la position des femmes dans la société.
Elle rentre en Angleterre en juin 1888 et achète une maison à Park Street, Grosvenor Square, qu'elle partage avec Daniell. Elle lève des fonds pour permettre aux femmes indiennes d'étudier la médecine et devient membre de la National Indian Association (en). Elle a rejoint la Société Aristotélicienne, s'est efforcée de former une société Spencer et a appartenu à diverses sociétés aux objectifs bienveillants. Le 22 octobre 1889, elle prononce un discours sur les principes de sociologie de Herbert Spencer devant la section sociologique du Mason College. Elle a également parlé de la nécessité du suffrage des femmes lors d'événements publics, comme en témoignent les reportages du Women's Penny Paper,.

### Maladie et décès
En 1889, Constance Naden est diagnostiquée de kystes ovariens infectés devant être opérés. Le 5 décembre elle est opérée avec succès par Lawson Tait (en) mais décède le 23 décembre d'une infection contractée pendant l'opération. Les dernières lettres adressées à Robert Lewins, qui figurent au début du recueil d'essais de 1891 Further Reliques of Constance Naden détaillent les circonstances de l'opération et de ses complications. Elle est enterrée dans le cimetière non-conformiste de Key Hill (en) à Birmingham. Sa pierre tombale est gravement endommagée pendant le vingtième siècle. En septembre 2017 une campagne est lancée pour la remplacer.

## Postérité

### Hommages
Constance Naden a été félicitée après sa mort pour ses écrits philosophiques, par Robert Lewins, pour ses contributions à la poésie, son soutien à la cause pour le vote des femmes dans des publications populaires féminines et sa vision panthéiste de l'immortalité par William Ewart Gladstone, qu'il place parmi les meilleures poètes du dix-neuvième siècle. Lewins créé la Constance Naden Medal à Mason College en son honneur qui récompense chaque année au début le meilleur essai de philosophie puis de nos jours à la thèse de master de la faculté des arts de l'université de Birmingham. Lewins a aussi commandé un buste de Naden qui est exposé au Mason's College.
Le 14 décembre 2009, la Birmingham Civic Society (en) fournit une plaque commémorative inaugurée par le Lord-Maire de Birmingham.

### Publications posthumes
Trois livres sont publiés à titre posthume, Induction and deduction, and other essays (1890), Further Reliques of Constance Naden (1891) et The Complete Poetical Works of Constance Naden (1894),.

## Réception critique
La poésie de Constance Naden suscite un regain d'intérêt depuis les années 1980 où l'on recherche les voix des femmes oubliées. Des recherches sur sa vie et son œuvre ont commencé à être publiées, se concentrant en particulier sur l'interaction entre littérature et sciences dans ses écrits, ses relations avec la libre-pensée et ses idées proto-féministes. Clare Stainthorp a publié un panorama de 30 ans de critiques sur Naden.